# Friedrich Philipp Stumm
Friedrich Philipp Stumm (* 11. März 1751 in Abentheuer; † 8. November 1835 in Saarbrücken) war ein deutscher Montanunternehmer und einer der drei Mitbegründer der Firma Gebrüder Stumm.

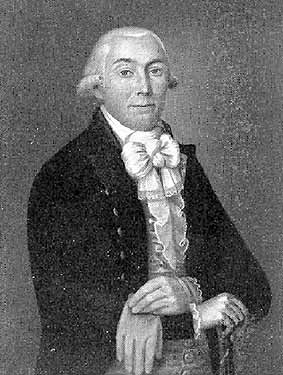
Friedrich Philipp Stumm

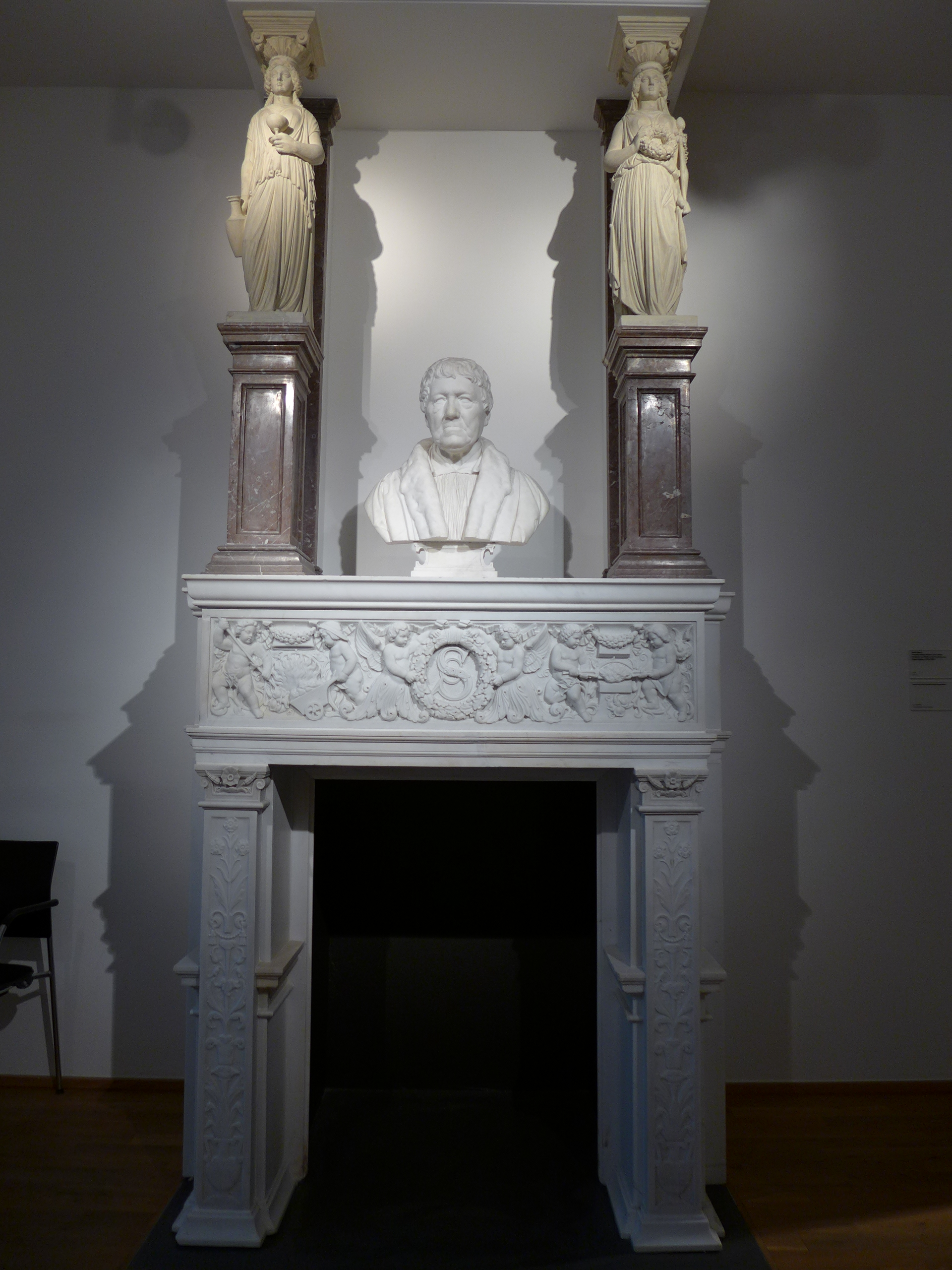
Porträtbüste Friedrich Philipp Stumms um 1835 von Eduard Mayer flankiert von Karyatiden, Kamin aus dem Stummschen Herrenhaus um 1835–1840, im Kaminsims halten Putten die Initiale der Familie Stumm, links: eisenschmelzende Amoretten, rechts: schmiedende Amoretten, Carrara-Marmor und roter Marmor, Saarland-Museum

## Leben
Er war ein Sohn von Johann Heinrich Stumm (1710–1783) aus der Montanunternehmerfamilie Stumm. Er besuchte das Gymnasium in Trarbach und absolvierte eine kaufmännische Ausbildung in Köln. Anschließend folgte ein Aufenthalt in Nancy zum Erlernen des Französischen. Im Alter von dreißig Jahren übernahm er die Asbacherhütte. Gemeinsam mit seinem Bruder Johann Ferdinand Stumm leitete er die Familiengeschäfte. Johann Ferdinand war für die Betriebe im Hunsrück zuständig. Außerdem konzentrierte er sich für den eher kaufmännischen Teil der Aufgaben. Dagegen war Friedrich Philipp trotz seiner kaufmännischen Ausbildung zuständig für den technischen Bereich. Die Brüder erwarben 1785 die Gräfenbacher Hütte bei Spabrücken. Am 19. November 1789 heiratete er in Lambsheim Maria Elisabeth Geib (* 1. November 1770; † 2. Januar 1800).
Beide Brüder lebten nach 1800 in Saarbrücken. Friedrich Philipp lebte im Mendelschen Palais, sein Bruder im Saarbrücker Schloss. Zusammen mit dem Bruder Christian Philipp Stumm gründeten Friedrich Philipp und Johann Ferdinand 1806 die offene Handelsgesellschaft Gebrüder Stumm. Darunter vereinigt waren die Werke an der Saar und im Hunsrück. Christian Philipp spielte als Hofrat in Mannheim außer in juristischen Fragen für die eigentliche Leitung des Unternehmens keine Rolle.
Während der Befreiungskriege unterstützte Friedrich Philipp die antifranzösischen Kräfte. Bei ihm logierten Gebhard Leberecht von Blücher, August Neidhardt von Gneisenau und andere hohe Militärs beim Vormarsch nach Frankreich.
Die Brüder erwarben 1808 das Neunkircher Eisenwerk, 1809 die Halberger und die Fischbacher Hütte teilweise zusammen mit anderen Anteilseignern. Daneben besaßen sie später Anteile an der Dillinger Hütte. Deren Kurs wurde maßgeblich von den Hauptkommanditären Stumm geprägt. Im Jahr 1828 erwarben sie auch die Hütte Geislautern.
Zwischen 1824 und 1828 schieden Christian Philipp und Johann Ferdinand aus der Firma aus. Zu Erbproblemen kam es nicht und die Finanzkraft des Unternehmens wurde nicht geschwächt. Als neuer Gesellschafter trat Friedrich Philipps Sohn Carl Friedrich Stumm in das Unternehmen ein. Der Vater hielt dabei fünf Sechstel und der Sohn ein Sechstel der Anteile. Der Sohn begann 1829 mit der Einführung des Puddelverfahrens, während der Vater Neuerungen verzögerte. Bezeichnend ist, dass die Einführung der Dampfmaschine erst nach dem Tod des Vaters möglich war.
Nach dem Tod von Friedrich Philipp wurde der Besitz geteilt. Der Ehemann der Tochter Charlotte Henriette, Heinrich Böcking, erhielt die Werke im Hunsrück. Der Sohn Carl Friedrich bekam die Betriebe im Saarrevier.